# Puig de la Rondinaire
El Puig de la Rondinaire és una muntanya de 1.012,4 metres del límit dels termes comunals de Serrallonga i el Tec, tots dos de la comarca del Vallespir, a la Catalunya del Nord.
Es troba a la zona nord-occidental del terme de Serrallonga, al límit amb el terme del Tec. Respecte d'aquest segon terme, és a la zona sud-oest, a prop de la zona central-sud. És al nord-est del Puig del Clot del Forn i al sud-oest de la Collada d'en Benet.